# 1,4-ナフトキノン
1,4-ナフトキノン（1,4-naphthoquinone）は黄色の三斜晶系結晶で、ベンゾキノンのような芳香を持つ有機化合物である。冷水にはやや溶けにくく（0.09g/L）、石油エーテルには若干溶け、ほとんどの極性溶媒とは任意の比率で混ざる。アルカリ溶液中では赤茶色を呈する。その芳香族性により、誘導体は抗菌、抗腫瘍活性を持つことが知られている。
ナフトキノンはビタミンKなど多くの天然物質の骨格を構成している。

## 反応
1,4-ナフトキノンは、ナフタレンを酢酸を溶媒として三酸化クロム存在下でクロム酸酸化させることで得ることができる。工業的には、五酸化バナジウム系触媒を用い、ナフタレンを気相酸化することで製造されている。1,4-ナフトキノン誘導体は1,4-ベンゾキノンとジエンとのディールス・アルダー反応によって合成され、さらに、1,4-ナフトキノンとジエンとのディールス・アルダー反応によってアントラキノン誘導体が合成される。
1,4-ナフトキノンをパラジウム触媒下でアリル化合物と反応させることで、アリル基を付加することができる。

## 医薬品用途
ナフトキノン誘導体は重要な薬理活性を有している。それは細胞毒性であり、抗ウイルス薬、抗真菌薬、抗生物質、殺虫剤、抗炎症薬、解熱薬などの効能を持つ。このようなナフトキノン誘導体は、ディールス・アルダー反応によって合成される。ナフトキノンを含有する植物は、中国や南アメリカの国々では悪性腫瘍や寄生虫による症状の治療に広く用いられている。

## 安全性
1,4-ナフトキノンは喉や目の粘膜、皮膚に対して刺激性を示し、水棲生物に対して強い毒性を示す。ラット経口半数致死量は190 mg/kg、マウス腹腔内投与半数致死量 は5.6 mg/kgである。

## 関連文献
- 小西謙三、井上聰「ナフトキノンの化学」『有機合成化学協会誌』第18巻第7号、有機合成化学協会、1960年、426-433頁、doi:10.5059/yukigoseikyokaishi.18.426。